# 小坪村机场
小坪村机场是第二次世界大战期间于今云南省大理白族自治州修建的一座简易机场，现已不存在，原址在今宾川县金牛镇圭山村委会小坪村。

## 历史
1940年10月12日，云南空军学校在宾城以北3公里处找到一块可以修建机场的空地；1943年8月28日，国民革命军第五军司令部电令修建小坪村机场，后由宾川县政府派出民工修筑而成。 
机场南北长2,800米，宽1,500米，总面积420万平方米，土质坚硬，因地势高而无积水的危害。
中华人民共和国成立后，因长期闲置，机场被开垦为农田。

## 资料来源
1. 1 2  大理白族自治州交通局. . 昆明: 云南人民出版社. 1991: P 209-210. ISBN 7-222-00770-9.